# Palermo (singolo)
Palermo è un singolo del rapper tedesco Ski Aggu, pubblicato il 29 maggio 2025.

## Descrizione
Nel brano il rapper parla dell'omonima città. La data d'uscita del brano coincide con la promozione in Serie A del Palermo, avvenuta nel 2004.

## Video musicale
Il video musicale, diretto dal rapper, è stato pubblicato sul suo canale YouTube in concomitanza con l'uscita del brano.

## Tracce
Testi e musiche di August Jean Diederich, Whitey, Moritz Caspar Dauner.
1. Palermo – 2:17
2. Übersee freistil – 2:01

## Classifiche
| Classifica (2025) | Posizione massima |
| ----------------- | ----------------- |
| Austria           | 39                |
| Germania          | 26                |